# إدي أولسون
إدي أولسون (بالإنجليزية: Eddie Olson)‏ هو لاعب هوكي الجليد أمريكي، ولد في 1922 في هانكوك في الولايات المتحدة، وتوفي في 10 فبراير 1995.

## وصلات خارجية
- إدي أولسون على موقع HockeyDB.com (الإنجليزية)